# Dhaka (prowincja)
Dhaka (bengal. ঢাকা বিভাগ) – jedna z 8 prowincji Bangladeszu. Znajduje się w centrum kraju. Stolicą prowincji jest miasto Dhaka.